# 4496 Kamimachi
4496 Kamimachi је астероид главног астероидног појаса са средњом удаљеношћу од Сунца која износи 2,811 астрономских јединица (АЈ).
Апсолутна магнитуда астероида је 12,8.